# Krętak pospolity
Krętak pospolity, krętak nurek (Gyrinus natator) – gatunek wodnego chrząszcza z rodziny krętakowatych i podrodziny Gyrininae.

## Taksonomia
Gatunek został opisany w 1758 roku przez Karola Linneusza jako Dytiscus natator.

## Opis
Ciało o długości od 5 do 6,4 mm. Przedplecze o obrzeżeniu wąskim i równej szerokości na całej długości. Bruzda przednia na nim długa, głęboka o punktach zatartych. Pokrywy o wierzchołku nie wzniesionym, zwykle łukowatym, rzadziej dość prostym, a punktowaniu zmiennym, złożonym z punktów drobniejszych w rzędach wewnętrznych niż zewnętrznych. Odległości między punktami większe lub co najmniej równe dwukrotności ich średnicy. Spód ciała ciemnobrunatny ze śródpiersiem, podgięciami pokryw i przedplecza, biodrami środkowych odnóży i sternitem analnym rdzawożółtymi. Pazurki odnóży niezaczernione. Prącie u wierzchołka nierozszerzone.

## Biologia i ekologia
Krętak ten spotykany jest w strumieniach i drobnych zbiornikach wodnych.

## Rozprzestrzenienie
Gatunek palearktyczny. W Europie wykazany został z Albanii, Austrii, Białorusi, Czech, Danii, Estonii, Finlandii, Francji, Holandii, Irlandii, Litwy, Łotwy, Niemiec, Norwegii, Polski, Rosji, Szwecji, Szwajcarii, Ukrainy, Węgier i Wielkiej Brytanii Ponadto występuje w Afryce Północnej i Azji po Mongolię. W Polsce najpospolitszy gatunek, spotykany na terenie całego kraju.